# Mikko Koskinen (cestista)
Mikko Juhani Koskinen (Oulu, 21 luglio 1949) è un ex cestista e allenatore di pallacanestro finlandese.

## Carriera
Con la Finlandia ha disputato i Campionati europei del 1977.

## Palmarès
- Campionato finlandese: 3

Turun NMKY: 1972-73, 1974-75, 1976-77